# Metopius purpureotinctus
Metopius purpureotinctus là một loài tò vò trong họ Ichneumonidae.